# Lin de Narbonne
Linum narbonense
Espèce
Classification phylogénétique
Le lin de Narbonne (Linum narbonense) est une espèce de plantes à fleurs de la famille des Linaceae. C'est une plante herbacée originaire du sud de l'Europe et d'Afrique du Nord.

## Description
L'espèce est notable par sa belle fleur bleue. Pour cette raison, elle est cultivée comme plante ornementale.

## Répartition
- Sud de l'Europe : Baléares, Corse, Espagne, France, Italie, Portugal, Sicile, Suisse (introduit), ex-Yougoslavie.
- Afrique du Nord : Algérie, Maroc.

## Liens externes

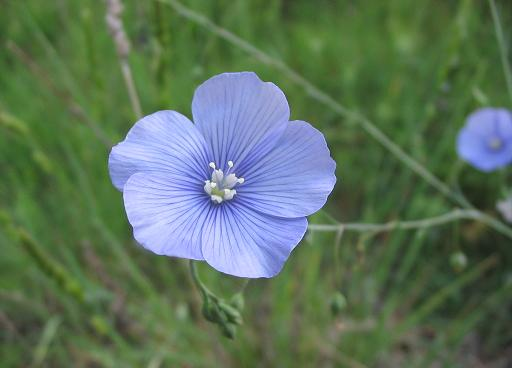
Détail de la fleur.

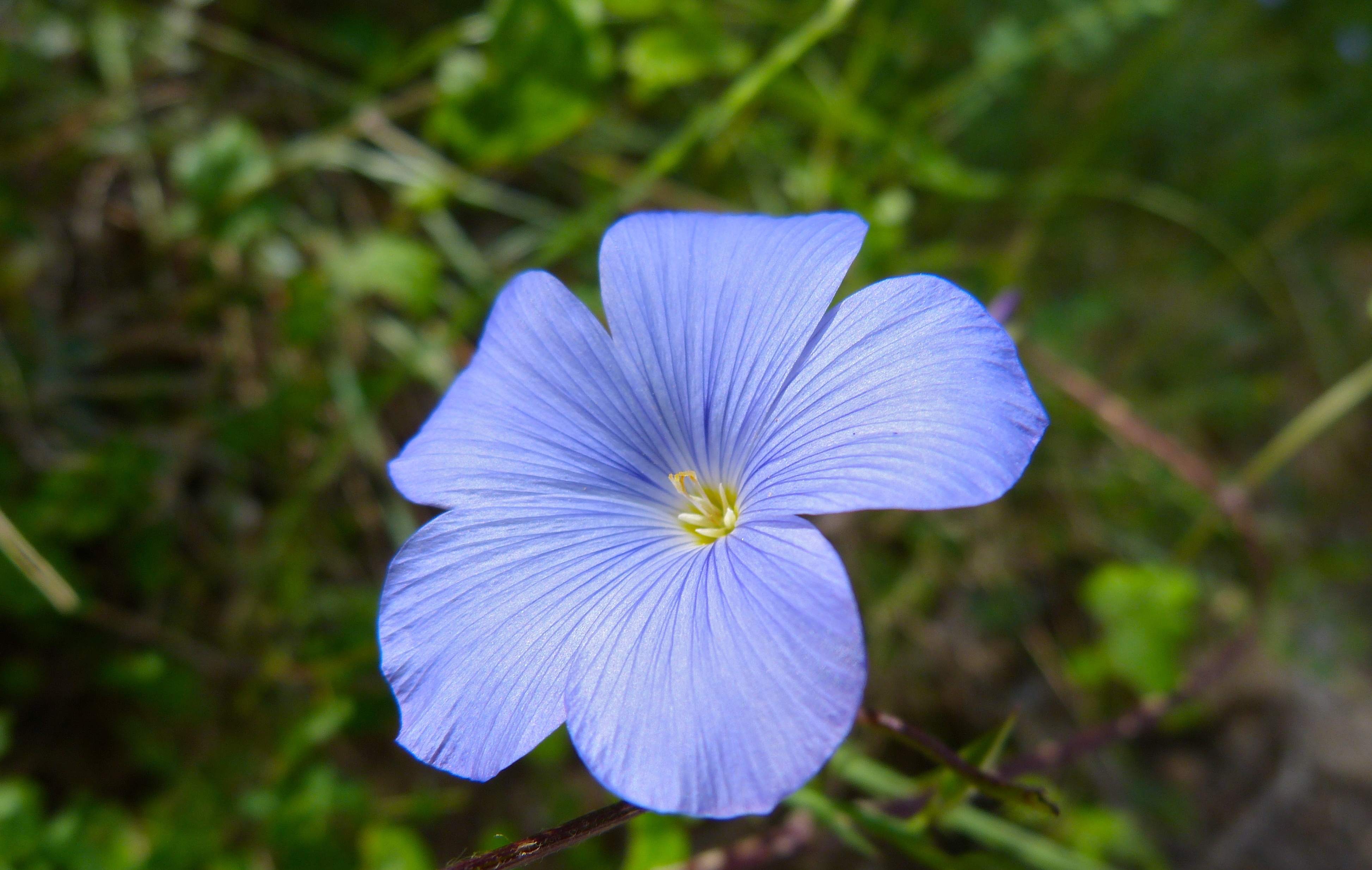
Détail de la fleur.